# Universidade da Dinamarca do Sul
Universidade da Dinamarca do Sul (em dinamarquês:  Syddansk Universitet, literalmente South Danish University, abr. SDU) é uma universidade na Dinamarca que possui campi localizados na Dinamarca do Sul e na Zelândia.
A universidade oferece vários programas conjuntos em cooperação com a Universidade de Flensburg e a Universidade de Kiel. Os contatos com indústrias regionais e a comunidade científica internacional são fortes.
Com seus 29.674 (2016) alunos matriculados, a universidade é a terceira maior e, dada suas raízes na Universidade de Odense, a terceira mais antiga universidade dinamarquesa (quarta, se uma incluir a Universidade Técnica da Dinamarca). Desde a introdução dos sistemas de classificação em 2012, a Universidade do Sul da Dinamarca foi consistentemente classificada como uma das 50 melhores universidades jovens do mundo pelos rankings universitários Times Higher Education World das 100 melhores universidades com menos de 50 anos e o QS World University Rankings das 50 melhores universidades com menos de 50 anos.

## História
A Universidade do Sul da Dinamarca foi fundada em 1998 quando a Universidade de Odense, a Escola de Negócios e Engenharia do Sul da Dinamarca e o Centro da Universidade do Sul da Jutlândia foram fundidos. A Biblioteca da Universidade da Dinamarca do Sul também foi fundida com a universidade em 1998. Como a Universidade de Odense original foi fundada em 1966, a Universidade do Sul da Dinamarca comemorou seu aniversário de 50 anos em 15 de setembro de 2016.
Em 2006, a Faculdade de Engenharia da Universidade de Odense foi incorporada à universidade e renomeada como Faculdade de Engenharia. Depois de estar localizado em diferentes partes de Odense por vários anos, um novo edifício da Faculdade de Engenharia, fisicamente conectado ao campus principal de Odense, foi estabelecido e inaugurado em 2015. Em 2007, o Business School Center em Slagelse (Handelshøjskolecentret Slagelse) e o Instituto Nacional de Saúde Pública (Statens Institut for Folkesundhed) também foram fundidos na Universidade do Sul da Dinamarca.
A Princesa Maria assumiu o papel de padroeira da Universidade em 2009.

## Administração e organização
A universidade é governada por um conselho composto por 9 membros: 5 membros recrutados fora da universidade formam a maioria do conselho, 1 membro é indicado pela equipe científica, 1 membro é indicado pela equipe administrativa e 2 membros são nomeados pela alunos. O reitor é nomeado pelo conselho da universidade. O reitor, por sua vez, nomeia reitores e reitores nomeiam chefes de departamento. Não existe um senado da faculdade e a faculdade não está envolvida na nomeação de reitores, reitores ou chefes de departamento. Portanto, a universidade não possui governança de faculdade.

## Faculdades, pesquisa e ensino
Como instituição nacional, a Universidade do Sul da Dinamarca (SDU) compreende cinco faculdades – Humanidades, Ciências, Engenharia, Ciências Sociais e Ciências da Saúde, totalizando 32 departamentos, 11 centros de pesquisa e uma biblioteca universitária. A Biblioteca da Universidade da Dinamarca do Sul também faz parte da universidade.
As atividades de pesquisa e a educação dos alunos compõem as atividades principais da universidade. A Universidade do Sul da Dinamarca também tem ampla cooperação com empresas e indústrias da região e atividades consideráveis na educação continuada. A universidade oferece uma série de diplomas ministrados em inglês; exemplos incluem estudos europeus e estudos americanos.
O corpo docente dos seis campi compreende aproximadamente 1.200 pesquisadores em Odense, Kolding, Esbjerg, Sønderborg, Slagelse e Copenhague; aproximadamente 18.000 estudantes estão matriculados. A Universidade do Sul da Dinamarca oferece programas em cinco faculdades diferentes – ciências humanas, ciências, engenharia, ciências sociais e ciências da saúde. Incorpora aproximadamente 35 institutos, 30 centros de pesquisa e uma biblioteca universitária bem equipada.
A universidade oferece uma ampla variedade de disciplinas tradicionais, além de uma ampla seleção de estudos de negócios e engenharia. Nos últimos anos, o número de opções disponíveis foi consideravelmente ampliado. Os exemplos incluem a introdução de um programa de jornalismo de muito sucesso em Odense, a ciência da informação em Kolding e um programa de engenharia mecatrônica em Sønderborg. Os ambientes educacionais nos campi da Jutlândia também foram fortalecidos com a criação de novos programas, como um diploma de bacharel em Sociologia e Análise Cultural, um diploma de bacharel em Administração de Empresas com Gerenciamento Esportivo, um diploma de bacharel em Ciências da Saúde Pública em Esbjerg, dinamarquês e inglês. Estudos de idiomas em Kolding e uma variedade de programas de engenharia e estudos europeus em Sønderborg. Além disso, a Universidade da Dinamarca do Sul é a única universidade na Escandinávia que oferece um programa de graduação em estudos de Quiropraxia (Biomecânica Clínica).
A universidade se concentra em áreas como comunicação, tecnologia da informação e biotecnologia. Outras áreas de pesquisa são realizadas através de vários centros nacionais de pesquisa na universidade. Exemplos incluem o Hans Christian Andersen Center, o Center for Sound Communication e o Danish Biotechnology Instrument Center. Odense, em particular, concentra-se em pesquisas no campo da geriatria.
A cooperação com a comunidade empresarial resultou em três doações substanciais de alguns dos gigantes da indústria dinamarquesa: Odense é o lar do Instituto Maersk Mc-Kinney Moller de Tecnologia de Produção, onde a tecnologia robótica é uma das muitas áreas de pesquisa. O Instituto Mads Clausen em Sønderborg está envolvido no projeto e desenvolvimento de software para integração nos produtos inteligentes do futuro. Graças ao financiamento de Kompan e Lego, também foi estabelecido um ambiente de pesquisa para a investigação do comportamento e desenvolvimento da criança.
A universidade também abriga o Instituto Dinamarquês de Estudos Avançados (DIAS), que reúne pesquisadores de destaque em um centro interdisciplinar de pesquisa fundamental e investigação intelectual. O IDEA existe para incentivar e apoiar pesquisas orientadas pela curiosidade nas ciências e humanidades e, assim, liberar novas ideias revolucionárias.

## Campi

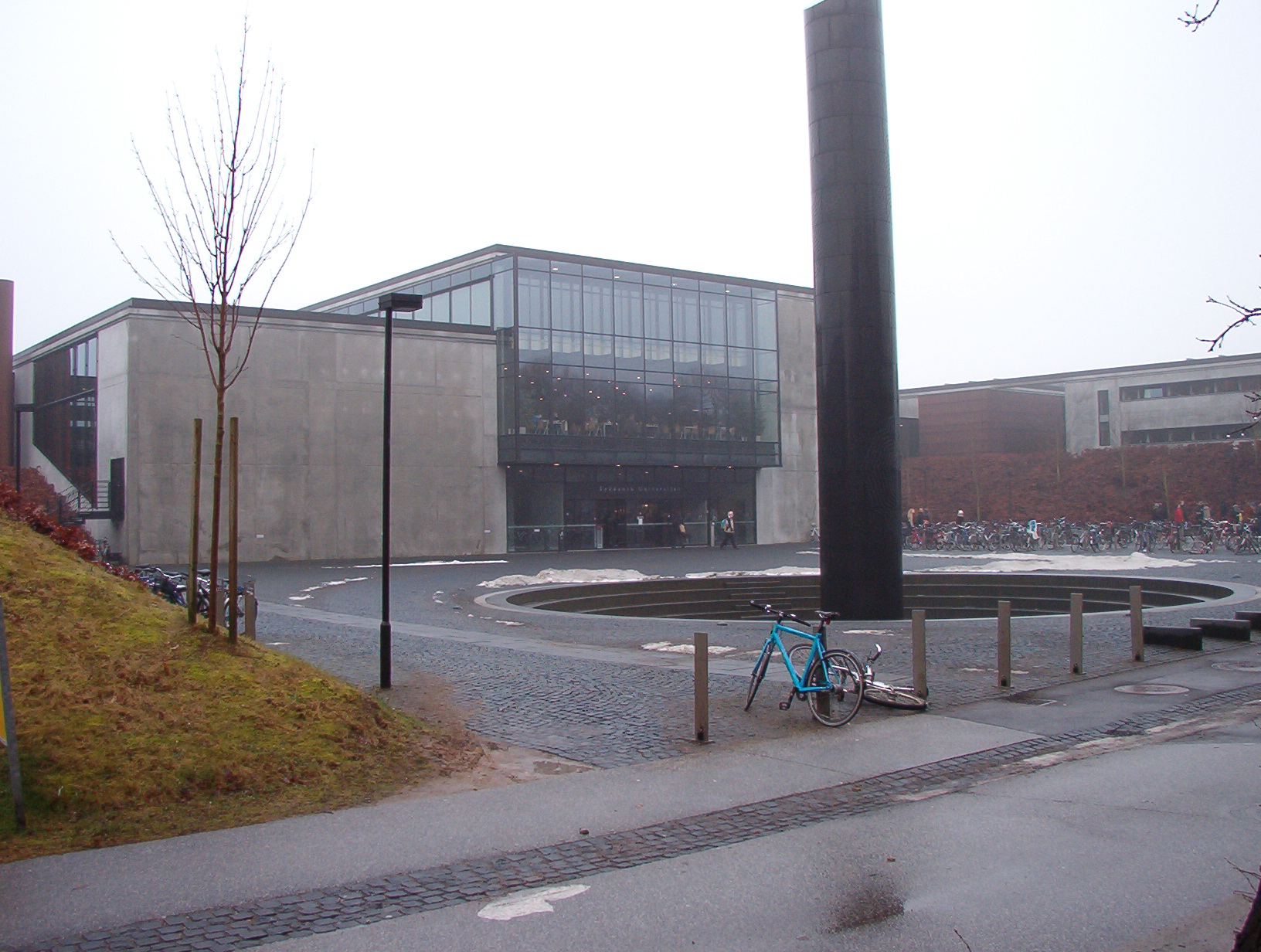
O campus da universidade Odense, também conhecido como The Rusty Castle

A Universidade da Dinamarca do Sul possui seis campi, localizados principalmente na parte sul da Dinamarca: campus Odense, na ilha de Funen, campus Slagelse e campus Copenhague, na ilha da Zelândia, além do campus Kolding, campus Esbjerg e campus Alsion em Sønderborg, tudo na península da Jutlândia.
Os edifícios físicos da SDU cobrem uma área de 272.554 m2 (2007), um número que aumentou de 181.450 m2 em 1999 quando a fusão da universidade foi implementada.
O campus da universidade em Odense é considerado o campus principal da Universidade do Sul da Dinamarca, devido ao seu tamanho relativo e porque a administração central da universidade está situada lá. Sendo um epítome da arquitetura funcionalista dinamarquesa, o campus foi apelidado de Rustenborg (que se traduz aproximadamente como The Rusty Castle) por estudantes e funcionários, porque é construído a partir de lajes de concreto cinza revestidas com aço corten, em um uso arquitetônico precoce desse material. Sua arquitetura também deu origem a outros apelidos e gírias entre estudantes e funcionários. Por exemplo, o bloco administrativo recebe o nome de Førerbunkeren ("Führerbunker"), referindo-se às semelhanças arquitetônicas entre o prédio da universidade e um prédio militar estereotipado. A revista dos estudantes é chamada simplesmente Rust.